# Бельгард (Тарн)
Бельга́рд, Бельґард (фр. Bellegarde) — колишній муніципалітет у Франції, у регіоні Окситанія, департамент Тарн. Населення — 427 осіб (2011).
Муніципалітет був розташований на відстані близько 550 км на південь від Парижа, 75 км на північний схід від Тулузи, 11 км на схід від Альбі.

## Історія
До 2015 року муніципалітет перебував у складі регіону Південь-Піренеї. Від 1 січня 2016 року належав до нового об'єднаного регіону Окситанія.
1 січня 2016 року Бельгард і Марсаль було об'єднано в новий муніципалітет Бельгард-Марсаль.

## Демографія
Динаміка населення (INSEE ):
Розподіл населення за віком та статтю (2006):
| Стать | Всього | До 15 років | 15-24 | 25-44 | 45-64 | 65-85 | Понад 85 |
| --- | ------ | ----------- | ----- | ----- | ----- | ----- | -------- |
| Чоловіки | 185    | 38          | 16    | 57    | 39    | 35    | 0        |
| Жінки | 190    | 42          | 8     | 58    | 47    | 31    | 4        |
| \| Статево-вікова піраміда \| Статево-вікова піраміда \| Статево-вікова піраміда \| \| ----------------------- \| ----------------------- \| ----------------------- \| \| Чоловіки \| Вік \| Жінки \| \| 0 \| 85 + \| 4 \| \| 4 \| 80-84 \| 0 \| \| 4 \| 75-79 \| 15 \| \| 12 \| 70-74 \| 4 \| \| 15 \| 65-69 \| 12 \| \| 19 \| 60-64 \| 15 \| \| 12 \| 55-59 \| 12 \| \| 8 \| 50-54 \| 8 \| \| 0 \| 45-49 \| 12 \| \| 15 \| 40-44 \| 8 \| \| 23 \| 35-39 \| 23 \| \| 15 \| 30-34 \| 19 \| \| 4 \| 25-29 \| 8 \| \| 8 \| 20-24 \| 4 \| \| 8 \| 15-20 \| 4 \| \| 0 \| 10-14 \| 15 \| \| 15 \| 5-9 \| 12 \| \| 23 \| 0-4 \| 15 \| |        |             |       |       |       |       |          |
| Статево-вікова піраміда |        |             |       |       |       |       |          |
| Чоловіки | Вік    | Жінки       |       |       |       |       |          |
| 0 | 85 +   | 4           |       |       |       |       |          |
| 4 | 80-84  | 0           |       |       |       |       |          |
| 4 | 75-79  | 15          |       |       |       |       |          |
| 12 | 70-74  | 4           |       |       |       |       |          |
| 15 | 65-69  | 12          |       |       |       |       |          |
| 19 | 60-64  | 15          |       |       |       |       |          |
| 12 | 55-59  | 12          |       |       |       |       |          |
| 8 | 50-54  | 8           |       |       |       |       |          |
| 0 | 45-49  | 12          |       |       |       |       |          |
| 15 | 40-44  | 8           |       |       |       |       |          |
| 23 | 35-39  | 23          |       |       |       |       |          |
| 15 | 30-34  | 19          |       |       |       |       |          |
| 4 | 25-29  | 8           |       |       |       |       |          |
| 8 | 20-24  | 4           |       |       |       |       |          |
| 8 | 15-20  | 4           |       |       |       |       |          |
| 0 | 10-14  | 15          |       |       |       |       |          |
| 15 | 5-9    | 12          |       |       |       |       |          |
| 23 | 0-4    | 15          |       |       |       |       |          |

## Економіка
У 2007 році серед 237 осіб у працездатному віці (15-64 років) 172 були активні, 65 — неактивні (показник активності 72,6%, у 1999 році було 71,3%). З 172 активних працювали 163 особи (87 чоловіків та 76 жінок), безробітних було 9 (4 чоловіки та 5 жінок). Серед 65 неактивних 18 осіб було учнями чи студентами, 27 — пенсіонерами, 20 були неактивними з інших причин.
У 2010 році в муніципалітеті числилось 161 оподатковане домогосподарство, у яких проживали 434,0 особи, медіана доходів виносила 17 484 євро на одного особоспоживача